# Viola magnifica
Viola magnifica är en violväxtart som beskrevs av Ching J. Wang och X.D. Wang. Viola magnifica ingår i släktet violer, och familjen violväxter. Inga underarter finns listade i Catalogue of Life.